# C.C. Beck
Clarence Charles Beck, meglio noto come C.C. Beck (Zumbrota, 8 giugno 1910 – Gainesville, 22 novembre 1989), è stato un fumettista statunitense.
Noto come co-creatore, insieme a Bill Parker, del personaggio di Capitan Marvel per la Fawcett Comics, ora di proprietà della DC Comics. Nel 1993 è stato inserito nella Hall of Fame degli Eisner Award.

## Biografia
Nacque a Zumbrota, nel Minnesota. Il padre era un pastore luterano e la madre un insegnante. Studiò alla School of the Art Institute of Chicago e all'Università del Minnesota.

## Carriera

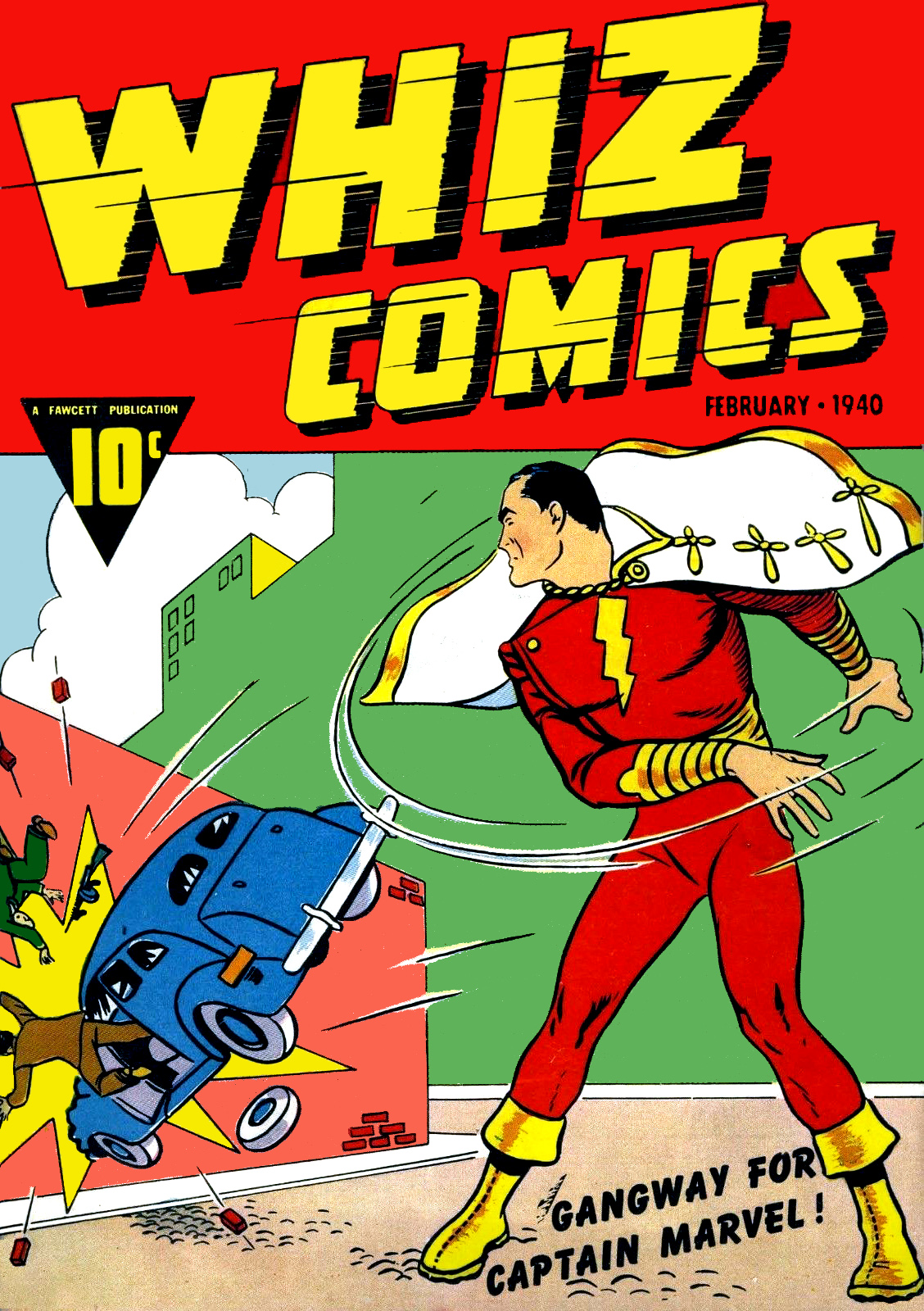
Copertina di Whiz Comics n.2 disegnata da C. C. Beck, che segna l'esordio di Capitan Marvel

Il suo percorso artistico comincia nel 1929 alla Fawcett Comics dove scrive riviste pulp. Nell'autunno del 1939 la casa editrice comincia a pubblicare riviste a fumetti e a Beck viene assegnato il disegno di un personaggio dello scrittore Bill Parker, chiamato Captain Thunder. Tuttavia, precedentemente all'uscita del primo numero, il nome viene modificato in Captain Marvel. Capitan Marvel esordise nel 1940 sul numero 2 della testata Whiz Comics. Oltre a Capitan Marvel, Beck disegna altre serie della Fawcett, come Spy Smasher e Ibis the Invincible. Grazie al successo ottenuto dal Capitano e dai suoi spin-off, Beck riesce a fondare nel 1941 un proprio studio a New York, espandendolo con un'altra sede a Englewood, nel New Jersey. In queste sedi, Beck realizza gran parte degli artwork inerenti alla Marvel Family, producendo anche T-Shirt e una striscia a fumetti, Captain Tootsie, per la Tootsie Roll. Dopo la chiusura della testata di Capitan Marvel nel 1950 (dovuta alla vittoria della causa legale mossa alla Fawcett dalla DC Comics, che vedeva nel personaggio un plagio di Superman) e il conseguente fallimento della stessa Fawcett Comics nel 1953, Beck si ritrova a lavorare sempre più raramente. Nel 1966 realizza una serie di lavori per la Milson Publications, nel 1967 crea un nuovo personaggio chiamato Fatman the Human Flying Saucer, una sorta di versione inversa di Capitan Marvel che appare in soli 3 albi auto-prodotti, e nel 1973 disegna una breve serie di capitoli del rilancio di Capitan Marvel per la DC Comics (che ne aveva acquisito i diritti in seguito al fallimento della Fawcett) intitolato Shazam! su testi di Dennis O'Neil. Successivamente si ritira in Florida divenendo opinionista presso il Comics Journal con la sua rubrica The Crusty Curmudgeon. L'argomento centrale di questa rubrica era la critica al crescente realismo all'interno dei fumetti (avverso allo stile semplice che lui stesso aveva contribuito a creare), imputando tra i colpevoli la Image Comics. Dal 1980, fino alla sua morte avvenuta nel 1989, pubblica un bollettino chiamato FCA/SOB, che stava per Fawcett Collectors of America/Some Opinionated Bastards. Esso si riferiva a lui stesso, visto in maniera ironica.

## Stile di disegno
Il suo particolare stile di disegno si definì appieno ai tempi in cui disegnava la testata di Capitan Marvel. Egli infatti prediligeva una resa cartoonesca ad una più realistica, il che si miscelava perfettamente alle storie stravaganti dell'epoca. Questo stile semplice e pulito era facilmente emulabile dagli altri autori della Fawcett Comics, e per questo preferito rispetto ad altri (unica eccezione era Mac Raboy, il cui lavoro sui personaggi di Capitan Marvel e Capitan Marvel Jr. ricalcava lo stile di Alex Raymond, tendente più al realismo).

## Premi e riconoscimenti
- Hall of Fame degli Eisner Awards nel 1993 (postumo)
- Jack Kirby Hall of Fame degli Harvey Award nel 1997 (postumo)